# محوطه ملجه سو
محوطه ملجه سو مربوط به دوران‌های تاریخی پس از اسلام است و در شهرستان رودسر، بخش رحیم آباد، روستای لسبو واقع شده و این اثر در تاریخ ۲ بهمن ۱۳۸۲ با شمارهٔ ثبت ۱۰۷۴۳ به‌عنوان یکی از آثار ملی ایران به ثبت رسیده‌است.